# Teeatta platnicki
Teeatta platnicki là một loài nhện trong họ Amphinectidae. Loài này phân bố ở Tasmanië.